# Mileewa nigricauda
Mileewa nigricauda är en insektsart som beskrevs av Yang och Li 1999. Mileewa nigricauda ingår i släktet Mileewa och familjen dvärgstritar. Inga underarter finns listade i Catalogue of Life.